# Seminario menor de Barcelona
El Seminario menor de la archidiócesis de Barcelona estuvo desde 1940 hasta 1998 en el paraje de La Conreria (Tiana). Su nombre oficial era Seminario Menor Diocesano Nuestra Señora de Montalegre.

## Historia
Esta institución se ubicó al poco de acabar la Guerra Civil en el antiguo edificio de La Conreria, perteneciente al monasterio de la Cartuja de Santa María de Montalegre (Tiana). Conreria era el nombre que se daba a la "casa de conreu" o granja de los monasterios cartujos y de hecho este edificio tuvo tal función desde mediados del siglo XV hasta 1835, cuando la cartuja y sus posesiones fueron expropiadas. En este mismo emplazamiento se fundó hacia 1247 el convento de monjas agustinas de Montalegre, que en 1362 se trasladaron a Barcelona. En 1415 los cartujos de Vallparadís de Tarrasa compran el edificio y fundan allí un nuevo monasterio, hasta que en 1463 se instalan en la actual Cartuja de Montalegre (Tiana), cuyas obras de construcción habían durado casi medio siglo, quedando el viejo convento como "conreria" y casa de los hermanos (monjes no sacerdotes). En época de los cartujos el edificio sufre diversas reformas y ampliaciones, especialmente en 1568 y entre 1790 y 1802. 
En una primera etapa (1940-1961) el Seminario Menor fue dirigido por los sacerdotes de la Hermandad de Sacerdotes Operarios Diocesanos del Sagrado Corazón de Jesús y en su segunda y última por sacerdotes diocesanos. En este Seminario Menor estudiaban niños y adolescentes de entre 11 y 17 años que presentaban cierta vocación hacia el sacerdocio, pero a partir de 1971 se abrió a alumnos que aunque no manifestaban esta vocación, deseaban formarse en un centro católico. Entre 1943 y 1947 se efectúan reformas importantes en la "edificio viejo" consistentes en levantar un piso tanto en la fachada principal como en las laterales, para dar cabida a nuevos dormitorios y salas de estudio. 
En los años sesenta y primeros setenta dirigen el Seminario de la Conreria Mn. Josep Campo (1961-1967), Mn. Carles Soler Perdigó (1967-1970) y Mn. Felip Casañas (1970-1971). Entre 1962 y 1964 el edificio fue ampliado con la construcción de la parte nueva, doblando su capacidad, llegándose el curso 1964/65 a los 300 alumnos internos, con 13 superiores-profesores y 6 profesores externos. Poco tiempo después, en 1969-1970, el Seminario Menor sufre una fuerte crisis que pone en peligro su continuidad. Esta situación se resuelve con la incorporación en 1971 de Mn. José-Manuel García-Díe y Miralles de Imperial como nuevo rector, permaneciendo en el cargo hasta 1978. Le sucede el vicerrector Mn. Antoni Oriol Vera, que estará al frente de la Conreria hasta 1992, siendo a su vez sustituido por Mn. Josep Anton Arenas, bajo cuyo rectorado se procede al cierre definitivo del Seminario de la Conreria en 1998. El antiguo edificio del seminario fue cedido a la Fundación Pere Tarrés y actualmente funciona como casa de colonias.

## Rectorologio
1. Enrique LLIDO LARA, Op. Dioc. Septiembre de 1940-enero de 1944
2. Luis GRAU SERRA, Op. Dioc. Gener 1944, septiembre 1948
3. Pascual ORTELLS BROCH, Op. Dioc. Septiembre de 1948-septiembre de 1950
4. Francisco-Javier Altés Escribá, Op. Dioc. Septiembre de 1950-septiembre de 1957
5. José-Ma. CARDA PITARCH, Op. Dioc. Septiembre de 1957-junio de 1961
6. José CAMPO LLEO, Dioc. Septiembre de 1961-junio de 1967
7. Carlos Soler Perdigó, Dioc. Junio de 1967-junio de 1970
8. Felipe CASAÑAS GURI, Dioc. Junio de 1970-marzo de 1971
9. José-Manuel García-Díe y Miralles de Imperial, Dioc. Marzo de 1971-junio de 1978
10. Antonio ORIOL VERA, Dioc. Junio de 1978-junio de 1992
11. José-Antón ARENAS SAMPERA, Dioc. Junio de 1992-septiembre de 1998

## Vicerrectores
1. Eugenio FUERTES MARTÍNEZ :1941-1942
2. José-Ma. ARNAU ITARTE :1942-1946
3. Juan CASAS RAFART :1961-1964
4. Carlos Soler Perdigó :1964-1967
5. José-Anton ARENAS SAMPERA :1967-1968
6. Blas BLANQUER CUTRINA :1968-1970
7. Francisco RAVENTÓS PUJOL :1968-1970
8. Antonio ORIOL VERA :1971-1978
9. Jorge SOTORRA GARRIGA :1978-1994

## Directores espirituales
1. Mn. Andreu VERGÉ CALVO : 1941-1942
2. Mn. Joan MAS ROM : 1942-1947
3. Mn. Manuel CASANOVA GASULLA : 1947-1949
4. Mn. Hipòlit RUBIO GARCÍA : 1949-1952
5. Mn. Joan QUERALT GILABERT : 1952-1960
6. Mn. Joaquim CONEJOS VICENTE : 1960-1961
7. Mn. Francesc RAVENTÓS PUJOL : 1961-1970
8. Mn. Joan RAMON CINCA : 1962-1964
9. Mn. Felip CASAÑAS GURI : 1964-1970
10. Mn. Jordi SOTORRA GARRIGA : 1970-1978
11. Mn. Josep Ma. FORNELLS CANTONS : 1972-1978
12. Mn. Joan MIRANDA PÉREZ : 1972-1973
13. Mn. Joan VILA GARCIA DE CELIS : 1977-1981
14. Mn. Jaume MASVIDAL GUAL : 1981-1991
15. Mn. Josep F. FOLQUÉ NICOLAU : 1991-1992

## Administradores
1. Mn. Antoni VICARIO GARCÍA : 1942-1943
2. Mn. Joaquim CUCALA BOIX : 1943-1948
3. Mn. Josep SERRANO MONTOLIU : 1948-1951
4. Mn. Josep BOFARULL VALL : 1951-1954
5. Mn. Francesc QUERALT ARMENGOL : 1954-1956
6. Mn. David SABATÉ MARINS : 1956-1959
7. Mn. Isidre SALA SABANES : 1959-1961
8. Mn. Lluís BONET RIERA : 1961-1966
9. Mn. Jordi SOTORRA GARRIGA : 1966-1969
10. Mn. Joan NONELL BRUNÉS : 1969-1971
11. Mn. Antoni ORIOL VERA : 1972-1978
12. Mn. Jordi SOTORRA GARRIGA : 1978-1994
13. Sr. Xavier ROVIRA CUNÍ: 1994-1998

## Prefectos de estudios
1. Mn. Joan CASAS RAFART : 1964-1968
2. Ldo. Manuel TORT MARTÍ : 1969-1977
3. Dr. Pedro Ribes Montané, Canónigo : 1977-1979
4. Mn. Carles MAS DE XAXARS i Gassó, Ingeniero : 1979-1980
5. Ldo. Jaume SIDERA PLANA, C.M.F. : 1980-1990
6. Ldo. Joan Josep MASEGOSA CUARTERO : 1990-1998

## Secretarios de estudios
1. Mn. Eliseu MARQUÈS : 1943-1944
2. Mn. Vicenç AMPLE RÍOS : 1949-1952
3. Mn. Salvador Pié Ninot : 1967-1968
4. Ldo. Francisco Nicolau Pous : 1968-1998

## Claustro de profesores
ALONSO JIMÉNEZ, Francesc, Op. Dioc. : 1960-1961
ALONSO VEGA, Jaume, Op. Dioc. : 1957-1959
Francisco-Javier Altés Escribá, Op. Dioc. : 1950-1957
AMORÓS USTRELL, Antoni, Sr. : 1965-1966
AMPLE RÍOS, Vicenç, Op. Dioc. : 1942-1946
ARENAS SAMPERA, Josep Anton, Dioc. : 1966-1970
ARMENGOL TORRENT, Josep, C.M.F. : 1966-1970
BABRA BLANCO, Antoni, Dioc. : 1985-1987
Joan Bada Elías, Dioc. : 1963-1965
BARRANCO ORREGO, Jesús, Op. Dioc. : 1940-1941/1943-1944
Joan Batlles i Alerm, Dioc. : 1949-1950
BENET ESPUNY, Felip, Op. Dioc. : 1952-1956
BERNIAL CASTELLS, Pelegrí, Sr. : 1982-1997
BERTRAN QUINTANA, Jordi, Dioc. : 1956-1958
BLANQUER COTRINA, Blai, Dioc. : 1965-1970
BLAY, Josep, Sch. P. : - 1997
BOFARULL VALL, Josep, Op. Dioc. : 1951-1954
BOIX PUIG, Josep, Dioc. : 1961-1964
BOLDÚ SALA, Ramon, Dioc. : 1963-1966
BONET RIERA, Lluís, Dioc. : 1961-1966
BRUSTENGA MIQUEL, Joaquim, Dioc. : 1961-1964
BUENO FERRER, Ferran, Dioc. : 1967-1971
CAMPO LLEÓ, Josep, Dioc. : 1944-1956/1961-1967
CAMPOS DA COSTA, Domingos, Sr. : 1983-1994
Francisco Camprubí Alemany, Dioc. : 1976-1978
CARBONELL SÁNCHEZ, Jordi, Dioc. : 1964-1970
CARDA PITARCH, Josep Ma., Op. Dioc. : 1957-1961
Leandro Casamor Prat, Dioc. : 1975-1996
CASAÑAS GURI, Felip, Dioc. : 1950-1958/1964-1971
CASAS RAFART, Joan, Dioc. : 1951-1967
CASANOVA GINER, Jaume, Dioc. : 1963-1966
CASANOVAS GASULLA, Manuel, Sr. : 1940-1941/1947-1948
CATALÁN CATALÁN, Fidel, Dioc. : 1995-1998
CERVELL PORTILLO, Sergi, Sr. : 1990-1998
CERVERA ALEMANY, Josep, Sr. : 1975-1998
CONEJOS VICENTE, Camil, Op. Dioc. : 1940-1941
CONEJOS VICENTE, Joaquim, Op. Dioc. : 1960-1961
CREUS CASANOVAS, Josep, F.S.C. : 1971-1977
CUCALA BOIX, Joaquim, Op. Dioc. : 1943-1948
CUSSÓ PORREDÓN, Jordi, Dioc. : 1983-1992
DAUFÍ MORESO, Antoni, C.M.F : 1984-1987
DIES PALAU, Enric, Sr. : 1965-1966
DOMÈNECH GUITART, David, F.S.C. : 1975-1977
DRAPER MÉNDEZ, Josep-Carles, F.S.C. : 1975-1977
ESPINOSA CAÑIZARES, Francesc, Op. Dioc. : 1941-1942
FABRA LLAHÍ, Josep, Sr. : 1971-1973
Jaume Fàbregas i Baquè, Dioc. : 1949-1958/1967-1993
FALCÓN, Xavier : 
FARRÀS COROMINAS, Joaquim, Op. Dioc. : 1958-1959
FARRIOL VIÑAS, Pere, Dioc. : 1969-1971
FERNÁNDEZ GARCÍA, Esteve, Dioc. : 1987-1989
FERRER CANTÓ, Celestí, op. Dioc. : 1955-1960
FISAS BOSCH, Josep, F.S.C. : 1972-1974
FLANAGAN, Miss : 1988
FORNELLS CANTONS, Josep-Ma., Dioc. : 1972-1978
FUERTES MARTÍNEZ, Eugeni, Op. Dioc. : 1941-1942
GALOFRÉ RASPALL, Josep, Sr. : 1975-1977
José-Manuel García-Díe y Miralles de Imperial, Dioc. : 1971-1978
GARCÍA RAMIRO, Segimon, Dioc. : 1982-1983
GARRIGA GASULL, Jordi, Sr. : 1956-1998
GARRIGA SANCHO, Miquel, Sr. : 1956-1963
GONZÁLEZ CANDANEDO, Pere, Op. Dioc. : 1950-1955
Sergi Gordo Rodríguez, Dioc. : 1992-1998
GRAU SERRA, Lluís, Op. Dioc. : 1994-1948
GUILLÉN ANADON, Josep, Sr. : 1974-1978
GUARDIOLA MARTÍNEZ, Pere, Sr. : 1987-1988
HERRERO CABRERO, Jordi Ma. Dioc. : 1992-1994
HORTET GAUSACHS, Josep, Dioc. : 1964-1966
LARA CAMPRODÓN, Josep Ma. de, Dioc. : 1975-1977
LIGÜERRE GIL, Jordi, Dioc. : 1966-1969
LLIDO LARA, Enric, Op. Dioc. : 1940-1944
LLOMPART, Anton-Ma., Dioc. : 1994-1995
LLOPART ROMEU, Francesc, Dioc. : 1949-1950
Justo López Melús, Op. Dioc. : 1952-1961
LÓPEZ PINTADO, Antoni, Sr. : 1973-1974
MARIMON CANELA, Jordi, C.M.F. : 1968-1973
MARQUÈS , Eliseu, Op. Dioc. : 1942-1944
Josep Maria Martí Bonet, Dioc. : 1962-1967
MARTÍNEZ MARTÍNEZ, Lluís, Dioc. : 1982-1988
MAS ROM, Joan, Op. Dioc. : 1942-1947
Carlos Mas de Xaxars Gassó, Dioc. : 1974-1982
MASEGOSA CUARTERO, Joan-Josep, Sr. : 1982-1998
MASFERRER HORTA, Ricard, F.S.C. : 1974-1975
MASÓ CABOT, Joan, Dioc. : 1961-1969
MASVIDAL GUAL, Jaume, Dioc. : 1961-1967/ 1978-1991
MATEU BERTRÁN, Jaume, F.S.C. : 1973-1975
MIRANDA PÉREZ, Joan, Dioc. : 1968-1972
MONASTERIO SÁNCHEZ, Joaquim, Dioc. : 1958-1963
MORA TERRATS, Ignasi, Dioc. : 1967-1971
MORENO GIMÉNEZ, Ramon, Sr. : 1988-1992
NAVARRO RONDÓN, Llucià, Sr. : 1963-1969
NEL·LO FIGA, Antoni, Dioc. : 1978-1983
Francisco Nicolau Pous, Dioc. : 1957-1998
NONELL BRUNÉS, Joan, Dioc. : 1969-1971
OLIVELLA MITJANS, Ricard, Dioc. : 1974-1977
Ramon Olomí Batlle, C.M.F. : 1969-1979
ORIOL CANAS, Antoni, Sr. : 1987-1991
ORIOL VERA, Antoni, Dioc. : 1971-1992
ORTELLS BROCH, Pasqual, Op. Dioc. : 1948-1950
Salvador Pié Ninot, Dioc. : 1967-1968
PANERO ANDRÉS, Josep A., F.S.C. : 1973-1977
PÉREZ DEL CAMPO, Francesc Xavier, Sr. : 1992-1998
PÉREZ GÓMEZ, Ferran, Sr. : 1990-1996
PRIETO PÉREZ, Josep-Ma., Sr. : 1971-1976
QUERALT ARMENGOL, Francesc, Op. Dioc. : 1950-1956
QUERALT GILABERT, Joan, Op. Dioc. : 1952-1960
RAMON CINCA, Joan, Dioc. : 1959-1961/1962-1964
RAVENTÓS PUJOL, Francesc, Dioc. : 1961-1970
Dr. Pedro Ribes Montané : 1973-1979
RIUS BACHS, Jaume, Sr. : 1968-
RIUS CAMPS, Josep, Dioc. : 1959-1960
ROCA ALSINA, Josep, C.M.F. : -1979
RODRÍGUEZ RESINA, Andreu, Dioc. : 1964-1970
ROMAÑÀ VIDAL-QUADRAS, Isabel, Sra. : 1992-1998
ROVIRA RODRÍGUEZ, Joan, Dioc. : 1977-1982
RUBIO GARCÍA, Hipòlit, Op. Dioc. : 1949-1952
SABATÉ MARINÉ, David, Op. Dioc. : 1956-1959
SABATER LÁZARO, Esteve, Sr. : 1990-1992
SALA SABANÉS, Isidre, Op. Dioc. : 1959-1961
SALVADOR ROIG, Sever, C.M.F. : 1979-1980
SÁNCHEZ SÁNCHEZ, Gregori, Sr. : 1989-1998
SANCHO PARDO, Màxim, Sr. : 1987-1998
SANS VILA, Ramon, Op. Dioc. : 1960-1961
SERRANO MONTOLIU, Josep Op. Dioc. : 1948-1952
SIDERA PLANA, Jaume, C.M.F. : 1968- 1990
SIDERA PLANA, Joan, C.M.F. : 1978-1979
SIERRA ALVAREZ, Ferran, Op. Dioc. : 1959-1961
SISTACH ROURA, Jordi, F.S.C. : 1971-1973
SOLÀ BOHIGAS, Salvador, C.M.F. : 1978-
Carlos Soler Perdigó, Dioc. : 1961-1970
Josep Soler Soler, Dioc. : 1972-1982
SOTORRA GARRIGA, Jordi, Dioc. : 1960-1968/ 1969-1994
Dr. Jaime Sust Sust, Dioc. : 1956-1996
Albert Taulé Viñas, Dioc. : 1966-1970
TORRENS PÉREZ, Albert, Dioc. : 1960-1965
TORRES RIERA, Narcís, Sr. : 1977-1978
TORRES ROMEU, Salvador, Dioc. : 1961-1964
Manuel Tort i Martí, Dioc. : 1964-1982
Jaume Traserra Cunillera, Dioc. : 1961-1962
TREPAT DAVIU, Joan, Sr.: 1976-1998
TUCA , Àlex, Sr. : 1991-1992
VALLVÈ GUINOVART, Lluís, Op. Dioc. : 1954-1961
VERGÉ CALVO, Andreu, Op. Dioc. : 1941-1942
Luis Vía Boada, Dioc. . 1956-1979
VICARI GARCIA, Antoni, Op. Dioc. : 1941-1943
VIDAL ARBOLEDA, Josep, Sr. : 1968-1984
VILA CODINACHS, Lluís, C.M.F. : 1978-
VILA GARCIA DE CELIS, Joan, Dioc. : 1977-1981
VILASECA JUAN, Joan, Dioc. : 1945-1946
VILLEGAS ACIÉN, Joan, Dioc. : 1985-1988
VIÑAS REXACH, Agustí, Dioc. : 1971-1986
ZUBICOA BAYÓN, Josep Manuel, Sr. : 1974-1977